# Acrophylla titan
Az Acrophylla titan a rovarok (Insecta) osztályába, botsáskák (Phasmatodea) rendjébe és a valódi botsáskák (Phasmatidae) családjába tartozó faj.
Kedvelt terráriumi díszállat.

## Elterjedése
A faj az ausztráliai Queensland és Új-Dél-Wales száraz eukaliptuszerdeiben él.

## Megjelenése
A nőstény kb. 230 mm hosszúra nő, színezete barna, vagy barnászöld. A hímek karcsúbbak, 130 mm hosszúak, színezetük hasonló, kifejlett állapotban röpképesek.
A nőstények tojócsöve (ovipositor) rövid, de mindkét ivarnak hosszú fartoldalékai (cercus) vannak.

## Életmódja
A természetben az eukaliptusz levelét fogyasztja, de fogságban a szeder-, vagy mogyorólevél is megfelel neki.
Botnak álcázva magát, lassú mozgással közlekedik a fák ágai között.

## Szaporodása
A párzás alatt a hím a potroha alsó részét a nőstény ivarnyílásához csatlakoztatja. A párzás 40 percet is igénybe vehet.
Egy nőstény élete során nagy számú, akár 200-1000 db petét is lerakhat.